# Zamroczki
Zamroczki (Helopini) – plemię chrząszczy z rodziny czarnuchowatych i podrodziny Tenebrioninae.

## Morfologia
Chrząszcze te mają nadustek niewykrojony lub lekko wykrojony na całej szerokości, oddzielony od wargi górnej poprzecznym pasmem jaśniejszej błony. Pokrywy zasłaniają cały odwłok i mają podgięcia biegnące przez całą długość ich zewnętrznych brzegów.

## Ekologia i występowanie
Większość zamroczków związana jest z suchymi siedliskami. Larwy przechodzą rozwój w glebie i tam też następuje przepoczwarczenie. Postacie dorosłe aktywne są głównie nocą, za dnia kryjąc się np. w ściółce, pod kłodami, za luźną korą czy wśród mchów. Zaniepokojone rozprostowują czułki i podkurczają odnóża, udając w ten sposób martwe (tanatoza).
Przedstawiciele plemienia występują głównie na półkuli północnej, a największą różnorodność osiągają w krainie palearktycznej.

## Taksonomia i ewolucja
Takson ten wprowadził w 1802 roku Pierre-André Latreille. Obejmuje on około 700 opisanych gatunków, sklasyfikowanych w ponad 40 rodzajach. Wyróżnia się w jego obrębie trzy podplemiona oraz trzy rodzaje niesklasyfikowane do żadnego z nich: 
- Cylindrinotina Español, 1956
- Enoplopodina Reitter, 1917
- Helopina Latreille, 1802
- incertae sedis
  - Erulipothydemus Pic, 1918
  - Helopidesthes Fairmaire, 1895
  - Microcatomus Pic, 1925

Zapis kopalny grupy sięga wstecz do paleogenu.